# 秋分の日

分点の日は、昼と夜の長さが等しくなる。

秋分の日（しゅうぶんのひ）は、日本の国民の祝日の一つであり、祝日法により天文観測による秋分が起こる秋分日が選定され休日とされる。通例、9月22日から9月24日ごろのいずれか1日。
しばしば昼が短くなって「昼と夜の長さが等しくなる日」といわれるが、実際は昼の方が少し長い。詳細は秋分を参照。本項では「秋分の日」と「秋分日」を区別して記述する。

## 国民の祝日の趣旨
「秋分の日」は、1948年（昭和23年）に公布・施行された国民の祝日に関する法律（「祝日法」、昭和23年法律第178号）によって制定された。同法第2条では「祖先をうやまい、なくなった人々をしのぶ。」ことを趣旨としている。

### 休日の扱い
休日としては、1878年（明治11年）改正の年中祭日祝日ノ休暇日ヲ定ム（明治11年6月5日太政官布告第23号）による秋季皇霊祭から続くもので、1948年（昭和23年）に廃止される休日ニ關スル件（昭和2年勅令第25号）までこの名称だった。
9月22日が「秋分の日」となった2012年は1896年（明治29年）以来116年ぶりとなり、さらに9月の土曜日にあたったため話題となった。
2年後以降の秋分の日は確定していない。ただし、これまでに、天文計算によって求められた秋分日の日付以外の日が秋分の日とされたことはない。

### シルバーウィーク
従来、秋分の日が敬老の日と近接する9月中旬頃は、春のゴールデンウィークに対応してシルバーウィークと呼ぶ向きがあった。
2003年の「国民の祝日に関する法律」の改正（いわゆるハッピーマンデー導入）により、敬老の日は9月第3月曜日に変更され、9月15日から21日までのいずれかとなった。
その結果、秋分の日が9月第4水曜日となった場合、敬老の日と秋分の日が飛び石連休となり、「国民の祝日に関する法律」第三条3項の規定により「国民の祝日」に挟まれる火曜日は、休日となる。
結果として敬老の日前日の日曜日からの4連休（週休2日制であれば土曜日も含めた5連休）となる。この大型連休が発生した場合を、「第2のゴールデンウィーク」もしくは「シルバーウィーク」と呼ばれることが多くなった。
このケースが最初に発生したのは2009年で、2回目は2015年である。次回は計算上2026年となる。
また、秋分の日が9月22日かつ火曜日となった場合には、3連休（または4連休）となる。
このケースが最初に発生したのは2020年であり、次回は計算上2048年となる。
さらには秋分の日が9月第3月曜日となって敬老の日と同日になるケースもあるが、計算上4076年まで生じない。
なお、秋分の日が9月第3日曜日（21日）となる可能性はほぼない。
（詳細はシルバーウィークを参照。）

## 日付
「秋分の日」は毎年9月22日から9月24日頃の1日間に定められる。祝日法上で「秋分日」としており、日付を指定していない。

### 「秋分の日」と「秋分日」の関係
毎年国立天文台が「秋分日」を含め作成する翌年の『暦象年表』という小冊子に基づき、施行年の前年の2月第1平日付の官報の公告（特殊法人等）欄の「暦要項」において「秋分の日」として公告される。『暦象年表』以降の将来も秋分日は天文学で計算できるが、このような手続きを経るため正式な「秋分の日」は公告でしか確定しない。なお、この暦要項は、閣議決定などはされず、閣議報告事項でもない。
従って現行制度では、具体的にどの日付が「秋分日」として「秋分の日」となるかは前年の公告まで正式には確定しない。

### 近年の春分日と秋分日
（国立天文台サイトより。将来の日付はあくまで計算に基づく予測であり、将来の天文学的観測により変わる事がありえる。）
| 暦年                        | 春分日  | 曜日   | 秋分日  | 曜日   |
| --------------------------- | ------- | ------ | ------- | ------ |
| 2000年（平成12年）          | 3月20日 | 月曜日 | 9月23日 | 土曜日 |
| 2001年（平成13年）          | 3月20日 | 火曜日 | 9月23日 | 日曜日 |
| 2002年（平成14年）          | 3月21日 | 木曜日 | 9月23日 | 月曜日 |
| 2003年（平成15年）          | 3月21日 | 金曜日 | 9月23日 | 火曜日 |
| 2004年（平成16年）          | 3月20日 | 土曜日 | 9月23日 | 木曜日 |
| 2005年（平成17年）          | 3月20日 | 日曜日 | 9月23日 | 金曜日 |
| 2006年（平成18年）          | 3月21日 | 火曜日 | 9月23日 | 土曜日 |
| 2007年（平成19年）          | 3月21日 | 水曜日 | 9月23日 | 日曜日 |
| 2008年（平成20年）          | 3月20日 | 木曜日 | 9月23日 | 火曜日 |
| 2009年（平成21年）          | 3月20日 | 金曜日 | 9月23日 | 水曜日 |
| 2010年（平成22年）          | 3月21日 | 日曜日 | 9月23日 | 木曜日 |
| 2011年（平成23年）          | 3月21日 | 月曜日 | 9月23日 | 金曜日 |
| 2012年（平成24年）          | 3月20日 | 火曜日 | 9月22日 | 土曜日 |
| 2013年（平成25年）          | 3月20日 | 水曜日 | 9月23日 | 月曜日 |
| 2014年（平成26年）          | 3月21日 | 金曜日 | 9月23日 | 火曜日 |
| 2015年（平成27年）          | 3月21日 | 土曜日 | 9月23日 | 水曜日 |
| 2016年（平成28年）          | 3月20日 | 日曜日 | 9月22日 | 木曜日 |
| 2017年（平成29年）          | 3月20日 | 月曜日 | 9月23日 | 土曜日 |
| 2018年（平成30年）          | 3月21日 | 水曜日 | 9月23日 | 日曜日 |
| 2019年（平成31年/令和元年） | 3月21日 | 木曜日 | 9月23日 | 月曜日 |
| 2020年（令和2年）           | 3月20日 | 金曜日 | 9月22日 | 火曜日 |
| 2021年（令和3年）           | 3月20日 | 土曜日 | 9月23日 | 木曜日 |
| 2022年（令和4年）           | 3月21日 | 月曜日 | 9月23日 | 金曜日 |
| 2023年（令和5年）           | 3月21日 | 火曜日 | 9月23日 | 土曜日 |
| 2024年（令和6年）           | 3月20日 | 水曜日 | 9月22日 | 日曜日 |
| 2025年（令和7年）           | 3月20日 | 木曜日 | 9月23日 | 火曜日 |
| 2026年（令和8年）           | 3月20日 | 金曜日 | 9月23日 | 水曜日 |
| 2027年（令和9年）           | 3月21日 | 日曜日 | 9月23日 | 木曜日 |
| 2028年（令和10年）          | 3月20日 | 月曜日 | 9月22日 | 金曜日 |
| 2029年（令和11年）          | 3月20日 | 火曜日 | 9月23日 | 日曜日 |
| 2030年（令和12年）          | 3月20日 | 水曜日 | 9月23日 | 月曜日 |
| 2031年（令和13年）          | 3月21日 | 金曜日 | 9月23日 | 火曜日 |
| 2032年（令和14年）          | 3月20日 | 土曜日 | 9月22日 | 水曜日 |
| 2033年（令和15年）          | 3月20日 | 日曜日 | 9月23日 | 金曜日 |
| 2034年（令和16年）          | 3月20日 | 月曜日 | 9月23日 | 土曜日 |
| 2035年（令和17年）          | 3月21日 | 水曜日 | 9月23日 | 日曜日 |
| 2036年（令和18年）          | 3月20日 | 木曜日 | 9月22日 | 月曜日 |

### 1900年から2299年までの秋分日
日付は日本標準時に基づく。1999年と2000年の間に段差が生じないのは、2000年が400年毎の世紀末閏年のためである。
| 西暦年          | 西暦年を4で割った余り | 西暦年を4で割った余り | 西暦年を4で割った余り | 西暦年を4で割った余り |
| 西暦年          | 0                     | 1                     | 2                     | 3                     |
| --------------- | --------------------- | --------------------- | --------------------- | --------------------- |
| 1900年 - 1919年 | 23日                  | 24日                  | 24日                  | 24日                  |
| 1920年 - 1947年 | 23日                  | 23日                  | 24日                  | 24日                  |
| 1948年 - 1979年 | 23日                  | 23日                  | 23日                  | 24日                  |
| 1980年 - 2011年 | 23日                  | 23日                  | 23日                  | 23日                  |
| 2012年 - 2043年 | 22日                  | 23日                  | 23日                  | 23日                  |
| 2044年 - 2075年 | 22日                  | 22日                  | 23日                  | 23日                  |
| 2076年 - 2099年 | 22日                  | 22日                  | 22日                  | 23日                  |
| 2100年 - 2103年 | 23日                  | 23日                  | 23日                  | 24日                  |
| 2104年 - 2139年 | 23日                  | 23日                  | 23日                  | 23日                  |
| 2140年 - 2167年 | 22日                  | 23日                  | 23日                  | 23日                  |
| 2168年 - 2199年 | 22日                  | 22日                  | 23日                  | 23日                  |
| 2200年 - 2227年 | 23日                  | 23日                  | 23日                  | 24日                  |
| 2228年 - 2263年 | 23日                  | 23日                  | 23日                  | 23日                  |
| 2264年 - 2291年 | 22日                  | 23日                  | 23日                  | 23日                  |
| 2292年 - 2299年 | 22日                  | 22日                  | 23日                  | 23日                  |

## 行事
仏教各派ではこの日「秋季彼岸会」が行われ、宗派を問わず墓参りをする人も多い。

## 関連する慣用句など
- 暑さ寒さも彼岸まで　日本の慣用句。実際、秋分日を過ぎると暑さが遠退く年が多い。